# 張壽祺 (天啟進士)
張壽祺（1597年—1659年），字介和，號瑶碧，江西临江府新淦縣儒籍清江县人。明朝政治人物。

## 生平
天啓元年（1621年）辛酉科江西乡试举人，与父张叔镗同登天啓五年（1625年）乙丑科進士，授行人，在任九載，三奉册书，充順天鄉試同考官，中式门生秘允升、魏绍芬等十一人。擢授南京广西道御史。崇祯七年甲戌（1634年），南京一个卖糖的金道人，其女与一僧人通奸，被其丈夫扭送官府，由御史张寿祺审理，张以杵槌擂僧头，至于破脑流血，而拘审金氏时，虽淫亵之詞必探得之，通京传笑，遂有张疯子之号。

## 家族
先世为福建金田人，后遷江西清江永泰，復遷新淦大洋洲。高祖父張德光，曾祖父張時用，祖父張堯文，萬曆癸未進士，官山東副使，生五子：張叔鏜、張叔鑑（蕲州知州）、張叔銑（舉人）。
叔鏜子三：寿初、寿祺、寿祎。
寿祺元配彭氏，廪生元祯女。继赵氏，儒官宗仁女。又继纪氏、朱氏、王氏，俱封孺人。長子张元儒，紀氏出，娶知州卢汝鹃（1591年-1647年）女。次子张楷儒，朱氏出。